# Australijskie terytoria zewnętrzne

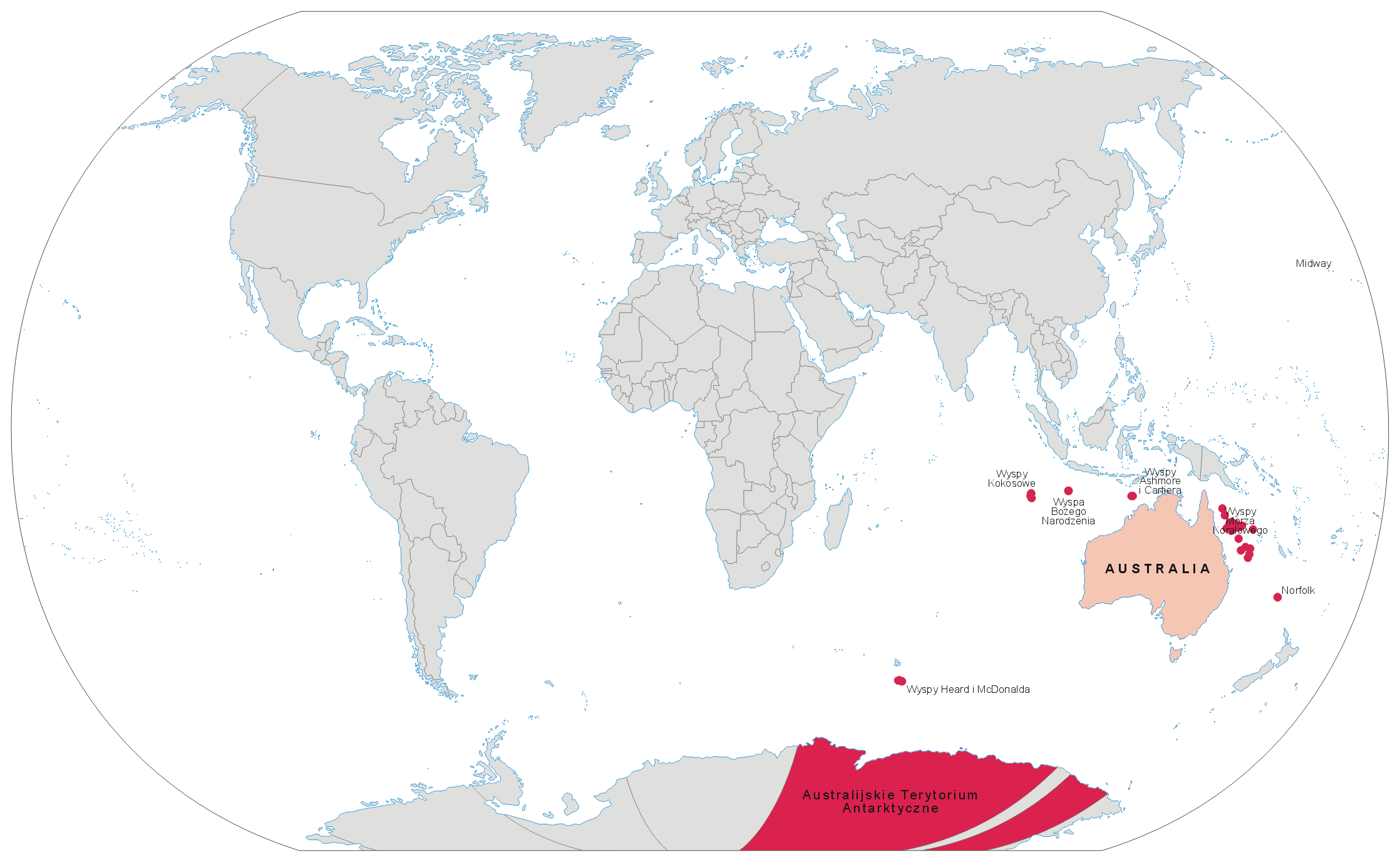
Terytoria zależne Australii

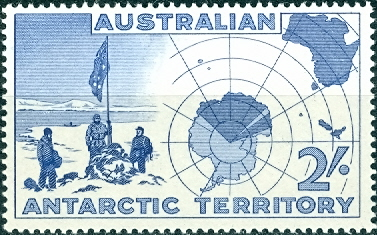
Australijski znaczek pocztowy

Terytorium zewnętrzne (ang. External Territory) – oficjalna nazwa używana przez rząd Australii dla australijskich terytoriów zależnych.
Do terytoriów zewnętrznych należą:
- Australijskie Terytorium Antarktyczne
- Norfolk
- Wyspa Bożego Narodzenia
- Wyspy Ashmore i Cartiera
- Wyspy Heard i McDonalda
- Wyspy Kokosowe
- Wyspy Morza Koralowego

## Stopień autonomii
Terytoria te są formalnie zarządzane przez rząd Australii z Canberry (w jego imieniu czyni to Department of Transport and Regional Services, czyli Departament Transportu i Usług Regionalnych). Część z terytoriów (np. Norfolk do 2015 roku) miała szeroką autonomię wewnętrzną i rząd australijski starał się nie ingerować w ich politykę, jednak doktryna ta zmienia się. 

## Bezludne terytoria
Wyspy Ashmore i Cartiera, oraz Wyspy Heard i McDonalda to bezludne terytoria, natomiast Wyspy Morza Koralowego zamieszkuje jedynie 4 okresowo tam przebywających badaczy. Również licząca kilkaset osób populacja Australijskiego Terytorium Arktycznego to w całości personel stacji badawczych.